# 黒川由紀子
黒川 由紀子（くろかわ ゆきこ、1956年 - ）は、日本の臨床心理学者・臨床心理士。上智大学名誉教授。黒川由紀子老年学研究所所長。　
東京都生まれ。子供の頃、イギリス、インドネシアで暮らしたことがある。東京大学教育学部教育心理学科卒業。上智大学大学院文学研究科博士後期課程満期退学。神経研究所附属晴和病院、お茶の水女子大学保健管理センター学生相談室、高齢者ケア研究所勤務、東京大学医学部精神医学教室研究助手、「痴呆性疾患を有する患者に対する心理療法としての回想法の有効性」で東京大学より博士（保健学）の学位を取得。慶成会老年学研究所を設立し、所長を務める。この間、青梅慶友病院をはじめ、特別養護老人ホーム、グループホーム、デイサービス、デイケア、有料老人ホーム等で、多職種と連携して回想法を実施。「高齢者の心理」「認知症の人や家族の心理」に関連し、ミシガン大学や企業との共同研究各種や研修を実施してきた。大正大学教授、ミシガン大学客員研究員、上智大学総合人間科学部心理学科教授、慶成会老年学研究所所長等を経て、現職。カウンセリング、スーパービジョンをはじめ、回想法グループ、自分史年表作成講座、マインドフルネス講座、歌・音楽の会の開催や、執筆活動、講演などを続けている。

## 著書
- 『百歳回想法』小野庄一写真 大塚宣夫監修 木楽舎、2003 ソトコトclassics
- 『笑顔のクスリ 百歳王』小野庄一写真 木楽舎、2004
- 『回想法 高齢者の心理療法』誠信書房、2005
- 『認知症と回想法』金剛出版、2008
- 『高齢者と心理臨床－衣・食・住をめぐって－』誠信書房、2013
- 『ミモザ』木楽舎、2020

### 共編著
- 『回想法への招待』野村豊子共著 スピーチ・バルーン、1992
- 『老いの臨床心理 高齢者のこころのケアのために』編 日本評論社、1998
- 『Reminiscence in dementia care』共著、Age Exchange、London1998
- 『心理臨床の海図』伊藤研一編著 下山晴彦、中釜洋子共著 八千代出版、1999
- 『Caring for the elderly in Japan and the U.S.　Practices and policies』共著、Routledge、London、2000
- 『老人病院 青梅慶友病院のこころとからだのトータルケア』編 昭和堂、2002 シリーズこころの健康を考える
- 『記憶と精神療法 内観療法と回想法』川原隆造、兼子幸一共編著 新興医学出版社、2004
- 『老いを生きる、老いに学ぶこころ』村瀬嘉代子共編 創元社、2005
- 『認知症と診断されたあなたへ』小澤勲共編著 医学書院、2006
- 『中高年の心理臨床』共著、放送大学教育振興会、2014
- 『いちばん未来のアイデアブック』編著、木楽舎、2016
- 『私らしく死にたい』国際長寿センター日本編著、水曜社、 2016
- 『高齢者のマインドフルネス認知療法―うつ、緩和ケア、介護者のストレス低減など―』共著、誠信書房、2018
- 『認知症の心理アセスメント　はじめの一歩』共著、医学書院、2018
- 『「豊かな老い」を支えるやさしさのケアメソッド青梅慶友病院の現場から』編著、誠文堂新光社、2022

### 翻訳
- アン・O.フリード『回想法の実際 ライフレビューによる人生の再発見』伊藤淑子、野村豊子共訳 誠信書房、1998
- スージー オーバック『拒食症―女たちの誇り高い抗議と苦悩』鈴木二郎共訳、新曜社、1992

## 参考
- [ISBN　978-4-414-40018-2]
- j-global
- 『現代日本人名録』2002年
- 黒川由紀子老年学研究所 HP　https://ronengaku.wixsite.com/ronengaku
- 黒川由紀子老年学研究所 Facebook　https://www.facebook.com/ronengaku.yk/
- 黒川由紀子老年学研究所 Instagram　https://www.instagram.com/ky.ronengaku/